# 嶋田信敏
嶋田 信敏（しまだ のぶとし、1960年4月9日 - ）は、福井県武生市（現：越前市）出身（神奈川県生まれ）の元プロ野球選手（外野手）・コーチ、解説者、YouTuber。
「島田 信敏」と表記される場合もある。選手時代の愛称は「ノブ」。
妻は、フリーアナウンサーの西野七海。

## 来歴・人物
日大藤沢高校では2年次の1977年秋季関東大会神奈川県予選で準々決勝に進むが、日大高に敗退。その後も県予選で敗れ甲子園には出場できなかったが、自身は控え投手であった。
1978年に日本ハムファイターズへドラフト外でテスト入団。二軍暮らしが長く、一軍では主に守備固めやバント要員、代走で使われることが多かった。
1986年には一軍に定着。
1990年には鈴木慶裕に代り中堅手のレギュラーを獲得、同年は86試合に先発出場し、規定打席には届かなかったものの打率.262、6本塁打の好成績を残す。
1991年には指名打者のマット・ウインタースが外野に回り、大内実の台頭もあってシーズン後半に定位置を失う。
1994年限りで現役を引退。
引退後は堅実な守備能力を買われ、日本ハム二軍外野守備・走塁コーチ（1995年 - 1996年）を務めた。
1997年からソニー生命に営業マンとして勤務する 傍ら、テレビ埼玉「TVSヒットナイター」解説者を務めた。
1999年は相模原クラブにコーチ兼外野手として所属した。
2000年に大島康徳監督の要請で日本ハムのコーチへ復帰。
2003年まで一軍コーチとして外野守備・走塁コーチや一塁ベースコーチを務めた。その後、「FULL-COUNT」という野球教室を運営する 傍ら、2005年に北海道放送（HBCラジオ）の野球解説者を務めていた。
2004年からはプロ野球マスターズリーグの札幌アンビシャスに外野手として参加していた。
2006年春からは高千穂大学硬式野球部の監督を務める。それに伴い、「FULL-COUNT」の閉鎖および一切の野球評論活動を中止。
2007年秋に東京新大学野球連盟2部リーグ3連覇、対杏林大学入れ替え戦も制し、4季ぶりの1部リーグ復帰を果たしている。また、高校時代に控え野手だった戸田亮（のち、JR東日本硬式野球部を経てオリックス・バファローズへプロ入り）に投手転向を命じている。三ツ間卓也投手も後にプロ（中日）入りしている。試合では三塁ベースコーチを務めることもあり、背番号はプロ野球時代の54等を着けていた。
2016年度を最後に監督を退任した。
2017年4月14日にはABEMAで配信の横浜DeNAベイスターズ主催試合中継で解説者としての活動を再開している。また赤坂見附にUTANOBというカラオケスナックを開店したが2022年3月に閉店。
プロ選手時代の応援歌は、コンピュータゲーム『ドルアーガの塔』のエンディングテーマ曲が原曲。後に奈良原浩の応援歌として引き継がれた。
2020年より埼玉西武ライオンズ・レディースのヘッドコーチに就任。
同年8月末をもって退団。

## 詳細情報

### 年度別打撃成績
| 年 度      | 球 団      | 試 合 | 打 席 | 打 数 | 得 点 | 安 打 | 二 塁 打 | 三 塁 打 | 本 塁 打 | 塁 打 | 打 点 | 盗 塁 | 盗 塁 死 | 犠 打 | 犠 飛 | 四 球 | 敬 遠 | 死 球 | 三 振 | 併 殺 打 | 打 率 | 出 塁 率 | 長 打 率 | O P S |
| ---------- | ---------- | ----- | ----- | ----- | ----- | ----- | -------- | -------- | -------- | ----- | ----- | ----- | -------- | ----- | ----- | ----- | ----- | ----- | ----- | -------- | ----- | -------- | -------- | ----- |
| 1983       | 日本ハム   | 24    | 9     | 9     | 1     | 1     | 0        | 0        | 0        | 1     | 0     | 1     | 0        | 0     | 0     | 0     | 0     | 0     | 2     | 0        | .111  | .111     | .111     | .222  |
| 1984       | 日本ハム   | 24    | 8     | 7     | 1     | 1     | 1        | 0        | 0        | 2     | 1     | 1     | 0        | 0     | 1     | 0     | 0     | 0     | 1     | 0        | .143  | .125     | .286     | .411  |
| 1985       | 日本ハム   | 5     | 14    | 13    | 6     | 6     | 1        | 0        | 1        | 10    | 3     | 0     | 0        | 0     | 0     | 1     | 0     | 0     | 2     | 0        | .462  | .500     | .769     | 1.269 |
| 1986       | 日本ハム   | 71    | 91    | 81    | 16    | 22    | 4        | 0        | 2        | 32    | 9     | 1     | 0        | 3     | 0     | 7     | 0     | 0     | 11    | 1        | .272  | .330     | .395     | .725  |
| 1987       | 日本ハム   | 35    | 22    | 18    | 5     | 2     | 0        | 0        | 0        | 2     | 1     | 0     | 0        | 2     | 0     | 2     | 0     | 0     | 12    | 0        | .111  | .200     | .111     | .311  |
| 1988       | 日本ハム   | 84    | 86    | 78    | 11    | 16    | 3        | 0        | 1        | 22    | 8     | 2     | 0        | 3     | 1     | 4     | 0     | 0     | 20    | 3        | .205  | .241     | .282     | .523  |
| 1989       | 日本ハム   | 94    | 59    | 56    | 14    | 13    | 2        | 0        | 1        | 18    | 7     | 6     | 5        | 3     | 0     | 0     | 0     | 0     | 10    | 0        | .232  | .232     | .321     | .554  |
| 1990       | 日本ハム   | 113   | 318   | 279   | 33    | 73    | 14       | 1        | 6        | 107   | 34    | 6     | 7        | 15    | 2     | 20    | 0     | 2     | 60    | 4        | .262  | .314     | .384     | .697  |
| 1991       | 日本ハム   | 101   | 188   | 174   | 17    | 40    | 6        | 0        | 2        | 52    | 13    | 2     | 2        | 5     | 2     | 6     | 0     | 1     | 51    | 4        | .230  | .257     | .299     | .556  |
| 1992       | 日本ハム   | 63    | 72    | 61    | 11    | 16    | 1        | 0        | 1        | 20    | 5     | 2     | 2        | 7     | 0     | 4     | 0     | 0     | 13    | 1        | .262  | .308     | .328     | .636  |
| 1993       | 日本ハム   | 59    | 36    | 35    | 6     | 8     | 2        | 0        | 0        | 10    | 3     | 3     | 2        | 0     | 0     | 1     | 0     | 0     | 11    | 0        | .229  | .250     | .286     | .536  |
| 1994       | 日本ハム   | 5     | 5     | 5     | 1     | 0     | 0        | 0        | 0        | 0     | 0     | 0     | 0        | 0     | 0     | 0     | 0     | 0     | 1     | 2        | .000  | .000     | .000     | .000  |
| 通算：12年 | 通算：12年 | 678   | 908   | 816   | 122   | 198   | 34       | 1        | 14       | 276   | 84    | 24    | 18       | 38    | 6     | 45    | 0     | 3     | 194   | 15       | .243  | .283     | .338     | .621  |

### 記録
- 初出場：1983年8月10日、対西武ライオンズ16回戦（岩手県営野球場）、9回表に中堅手として出場[注 15]
- 初安打：1983年9月7日、対近鉄バファローズ20回戦（後楽園球場）、8回裏に村田辰美からバント安打
- 初盗塁：同上、8回裏に二盗（投手：村田辰美、捕手：梨田昌崇）
- 初先発出場：1983年9月14日、対南海ホークス22回戦（大阪スタヂアム）、9番・左翼手として先発出場
- 初打点：1984年4月17日、対阪急ブレーブス4回戦（後楽園球場）、9回裏に山本勝哉の代打として出場、佐藤義則から犠飛
- 初本塁打：1985年10月19日、対ロッテオリオンズ25回戦（川崎球場）、2回表に水谷則博から先制ソロ

### 背番号
- 54 （1979年 - 1983年）
- 39 （1984年 - 1994年）
- 83 （1995年 - 1996年）
- 82 （2000年 - 2003年）

## 関連情報

### 出演番組
いずれも、解説者として出演のプロ野球中継。
- ヒットナイター（テレビ埼玉）[注 7]
- HBCスーパーベースボール（HBCラジオ）[注 9]
- 横浜DeNAベイスターズ主催試合中継（ABEMA配信） - 2017年より[注 14]